# Eugen III.
Eugen III. (lateinisch Eugenius; * um 1080 in Pisa, Republik Pisa, Heiliges Römisches Reich; † 8. Juli 1153 in Tivoli, Kirchenstaat), ursprünglich Bernardo Pignatelli, oder möglicherweise Paganelli, genannt Bernardo da Pisa, war von 1145 bis zu seinem Tode im Jahre 1153 Papst. Er war der erste Zisterzienserpapst. Er wurde 1872 von Papst Pius IX. seliggesprochen.

## Leben

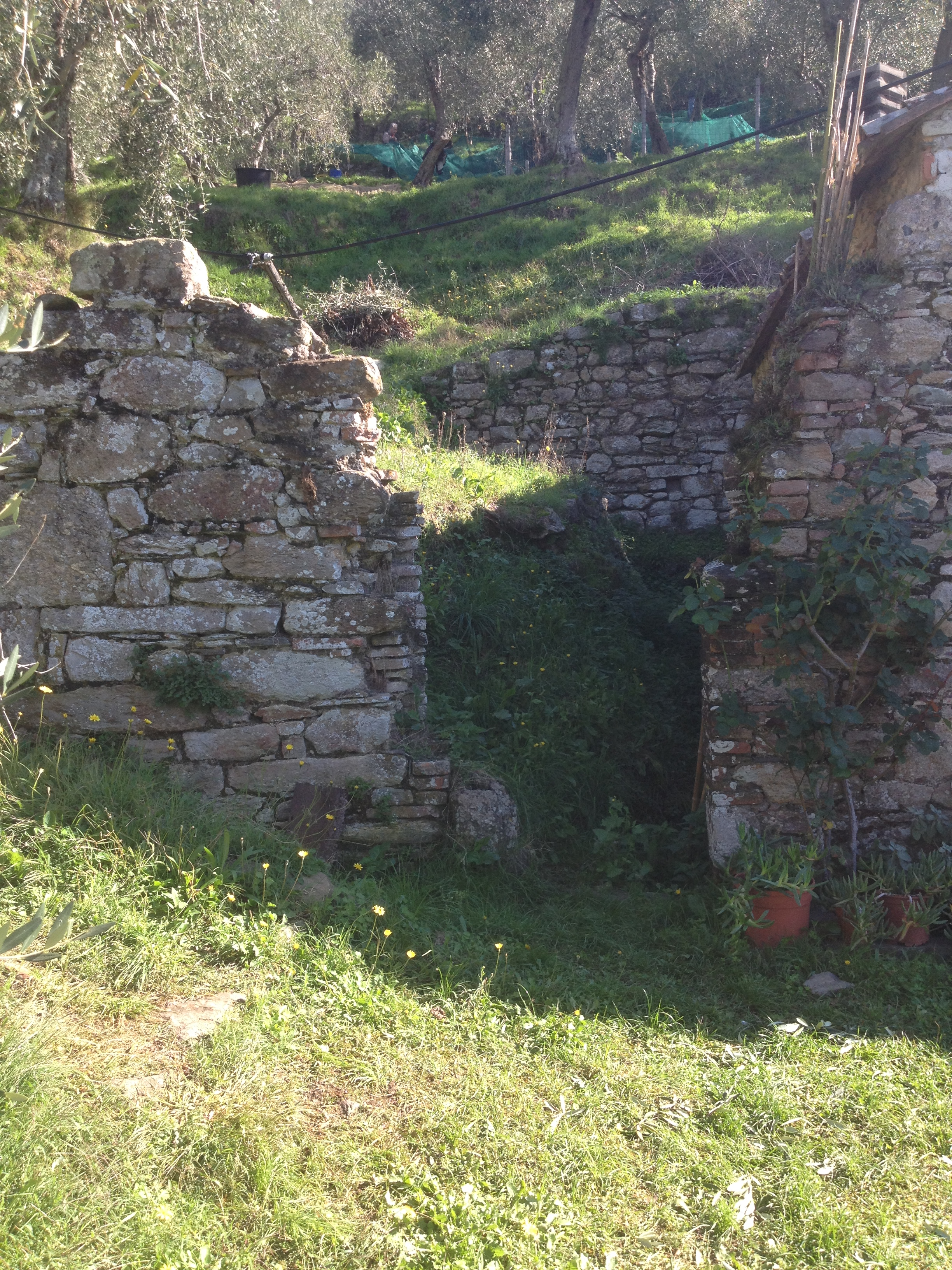
Ruine des Geburtshauses vom Papst Eugen III. bei Pisa

Bernardo Pignatelli wurde in der Nähe von Pisa geboren. Über seine genaue Herkunft und Familie ist wenig bekannt. Seit dem 16. Jahrhundert wird er allgemein als Mitglied der Familie Paganelli di Montemagno identifiziert, die zur pisanischen Aristokratie gehörten. Die Zuordnung ist nicht gesichert. 1106 wurde er Kanoniker des Domkapitels zu Pisa und ist ab 1115 als Subdiakon bezeugt. In den Jahren von 1133 bis 1138 wirkte er als Vizedominus der Erzdiözese Pisa.
Zwischen Mai 1134 und Februar 1137 wurde er von Papst Innozenz II., der damals in Pisa residierte, zum Priester geweiht. Unter dem Einfluss des Abtes Bernhard von Clairvaux trat er 1138 in den Zisterzienserorden im Kloster Clairvaux ein. Ein Jahr später kehrte er als Leiter der Mönchsgemeinschaft ins latinische Scandriglia nach Italien zurück. Im Herbst 1140 ernannte ihn Innozenz II. zum Abt des Klosters S. Anastasio alle Tre Fontane, es liegt vor den Toren Roms. 1149 vermittelte er in einem Ehestreit zwischen dem französischen König Ludwig VII. und dessen Gemahlin Eleonore von Aquitanien und belegte die öffentliche Erwähnung der Blutsverwandtschaft des Paares mit dem Kirchenbann.
Eugen III. wird mit Recht Schüler Bernhards von Clairvaux genannt, wobei dessen Einfluss unterschiedlich beurteilt wird. 1135–1137 war er Domherr in Pisa, trat 1138 in Clairvaux ein und wurde 1145 Abt von Tre Fontane.

## Papstwahl
Während des Pontifikats Papst Lucius II., das weniger als ein Jahr dauerte, wurde Giordano Pierleoni, Bruder von Gegenpapst Anacletus II, zum Senator von Rom gewählt. Der Papst wurde aufgefordert, die weltliche Macht über Rom aufzugeben. Als Lucius sich daraufhin weigerte den Forderungen nachzugehen, ging er gegen die Rebellion vor. Gottfried von Viterbo zufolge wurde er während des Kampfes gegen die Rebellen schwer verwundet und starb einige Tage später an seinen Verletzungen am 15. Februar 1145 in Sant Gregorio. Die Kardinäle versammelten sich noch am selben Tag in San Cesareo in Palatio für die Wahl eines Nachfolgers. Die Entscheidung fiel einstimmig auf den Zisterzienser Pignatelli, der den Namen Eugen wählte. Er war zwar nicht Bischof und wahrscheinlich auch nicht Kardinal, wurde aber trotzdem als geeignetster Nachfolger erachtet.
Wenige Tage nach seiner Wahl musste er aus Rom fliehen, da der römische Senat der Papstherrschaft gegenüber nun feindlich gesinnt war. In der Folge konnte er auch den Agitationen seines Gegenspielers Arnold von Brescia, der einen Machtverzicht der Kirche forderte, wenig entgegensetzen. Eugen musste mehrmals aus Rom fliehen.

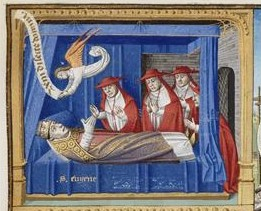
Der Tod Eugens III. in einer französischen Übersetzung des Speculum Historiale des Vinzenz von Beauvais, 15. Jahrhundert (Ms. 722, fol. 296r, des Musée Condé)

## Pontifikat
Als Reaktion auf den Fall Edessas, das am Heiligabend des Jahres 1144 durch Emir Zengi von Mossul und Aleppo erobert worden war, rief Eugen III., ein Jahr darauf am 1. Dezember 1145 mit der Bulle „Quantum praedecessores“ zum Zweiten Kreuzzug auf. Dieser kam allerdings erst zustande, als Bernhard von Clairvaux als Kreuzzugsprediger 1146 König Ludwig VII. von Frankreich und auch den römisch-deutschen König Konrad III. für dieses Unternehmen gewinnen konnte. Der Zweite Kreuzzug erwies sich letztlich als Misserfolg, bei dem die Kreuzfahrer Verluste sowohl an Menschen als auch an Material erlitten.
Eugen III. gestattete den sächsischen Adligen einen anderen Kreuzzug gegen die heidnischen Wenden. Den Ordensrittern des Templerordens gewährte er am 27. April 1147 auf dem Konzil von Paris das Recht, ständig ein rotes Kreuz auf der linken Schulter ihres weißen Mantels zu tragen, womit sich ihr Habit nun von dem der Zisterzienser unterschied.
Wenige Monate vor seinem Tod schloss Eugen III. am 23. März 1153 mit König Friedrich Barbarossa den Vertrag von Konstanz, welcher ihm den Beistand des Königs gegen die rebellischen Römer sichern sollte. Im Juli desselben Jahres starb Eugen in Tivoli, noch bevor Barbarossa mit seinem Heer nach Rom ziehen konnte.
Während seiner Synode in Trier erlaubte er der Benediktinerin Hildegard von Bingen 1147 schließlich ihre (umstrittenen) Visionen zu veröffentlichen.

## Deutschland-Besuch
Er war der erste Papst, der nach fast 100 Jahren einem Papstbesuch auf deutschem Territorium machte, und für fast 300 Jahre, bis 1414 durch den Besuch des Gegenpapstes Johannes XXIII. der letzte. Somit ist er der letzte Papst des Hochmittelalters und gleichzeitig der letzte kanonisch gewählte Papst des gesamten Mittelalters bis zu Beginn der Frühen Neuzeit, für über 600 Jahre, der während seiner Amtszeit Deutschland besuchte. 1147/48 weilte er für drei Monate in Trier und hielt dort eine Synode ab.